# Gamsfell

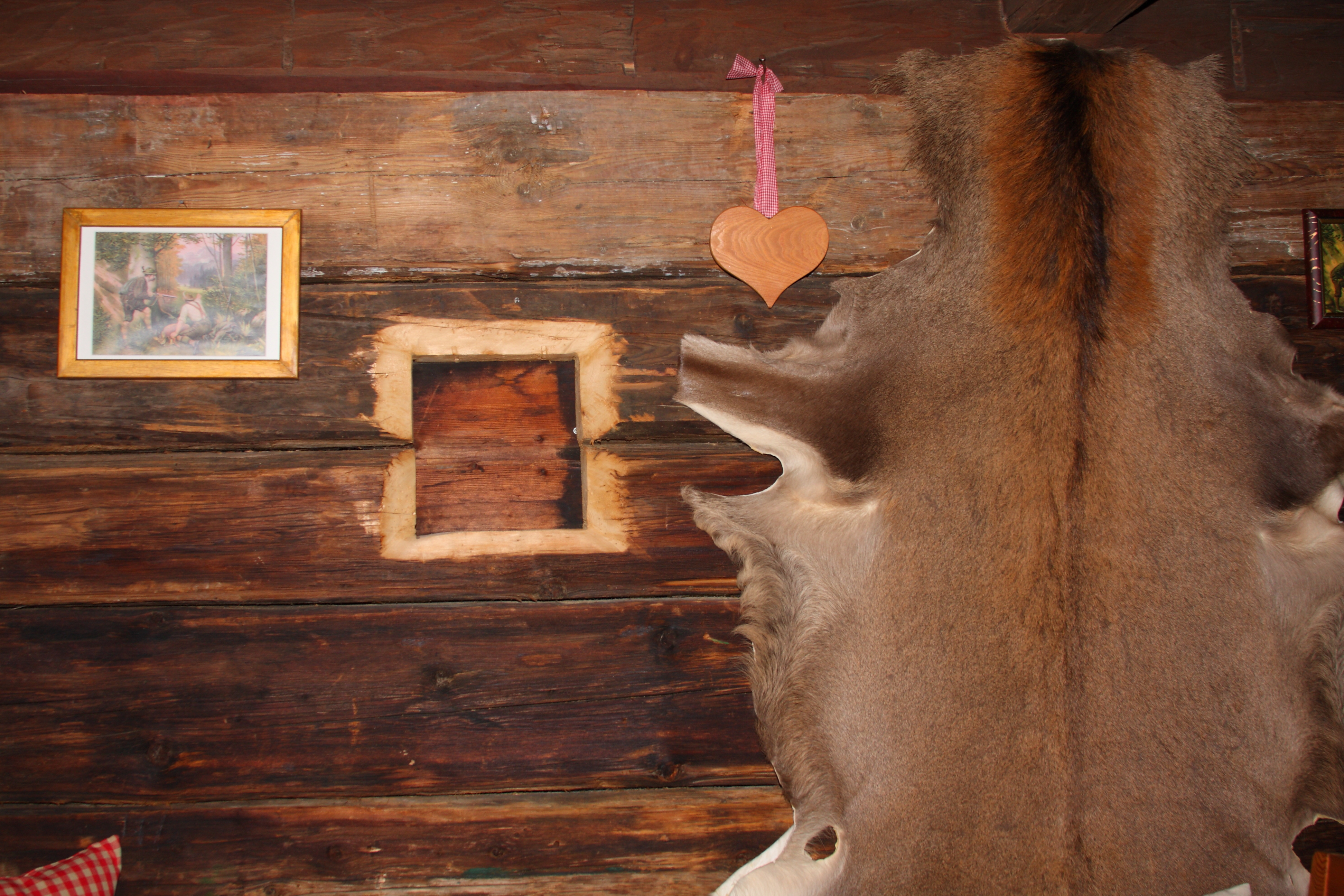
Gamsfell auf der Moarhofalm im Preuneggtal, Steiermark, Österreich

Das Gamsfell, auch Gämsfell, Gämsenfell oder Gamsdecke, der in Gebirgen Europas und Vorderasiens vorkommenden Gämse hat als Fell keine wirtschaftliche Bedeutung. Aus dem langen Haar am Rückgrat wird ein Hutschmuck, der sogenannte Gamsbart, hergestellt.
Die Heimat der Gämsen sind vom Westen her die Pyrenäen bis Kleinasien (Anatolien) und im Osten der Kaukasus.
Die IUCN, International Union for Conservation of Nature and Natural Resources, listet die Gämse als nicht gefährdet („Least Concern“), mit regionalen und Unterarten betreffenden Einschränkungen. Die wohl schon immer seltene Unterart der Abruzzengämse ist durch das Washingtoner Artenschutzübereinkommen und die EG-Verordnung 750/2013, Anhang A streng geschützt. Der Höchstschutz besteht seit dem 28. Juni 1979; besonders geschützt ist die Abruzzengämse nach dem Bundesnaturschutzgesetz seit dem 31. August 1980. Ihre Erstlistung nach nationalem Recht erfolgte zum 12. Juni 1913.

## Fellstruktur, Fellqualität
Ausgewachsene Gämsen haben eine Kopfrumpflänge von 110 bis 130 Zentimeter. Die Länge der spitzen Ohren beträgt etwa eine halbe Kopflänge. Die Beine sind verhältnismäßig lang.
Die Felle haben ein typisch hirschhaarartiges, derbes Deckhaar (nach Toldt: dicht, und deshalb typisch „verhältnismäßig zart“); das Wollhaar erreicht nur knapp die Länge des Deckhaars. Unter- und Oberhaar weist eine feine Wellung oder Kräuselung auf. Im Sommer hat das Fell dicht stehende, gewellte, aber kurze Grannenhaare (am Körper bis 3 Zentimeter lang). Ab dem Herbst besitzt es eine dichte Unterwolle und sehr viel längere Grannenhaare (am Körper 10 bis 12, entlang des Rückgrats mähnenartig bis 20, bei Böcken 25 Zentimeter lang). Die lange Rückgratbehaarung des Winterfells, der „Gamsbart“, besteht vornehmlich aus Leithaaren; diese werden gegen die Seiten des Rückens allmählich weniger, während die Woll- und Grannenhaare vorherrschend werden.
Der Haarwechsel geschieht allmählich und unauffällig, es scheint unsicher, ob er mehr als einmal jährlich erfolgt, eventuell kommt es auch zu einer Herbsthärung, die möglicherweise nur einen Teil der Haare betrifft. Das Winterhaar wird ab April abgestoßen, gleichzeitig setzt die Bildung des Sommerfelles (Grannen) ein. Im Mai erreicht der Haarwechsel seinen Höhepunkt und ist im Juni abgeschlossen, bei Tieren mit schlechter Kondition im Juli. Im August fängt das Wollhaar zu wachsen an, anschließend schieben die Grannenhaare nach. Ihr Wachstum ist erst im Dezember beendet.
Nach G. Stroh beträgt die Lebensdauer beziehungsweise die Anwesenheit der Haare in der Sommerhaardecke ungefähr 3 ½ Monate; davon fallen auf das wachsende Haar (Papillenstadium) ungefähr 2 Monate, auf das ausgewachsene (Kolbenstadium) 1 ½. Bei den wesentlich längeren Winterdeckhaaren betragen die entsprechenden Zeiten 8 ½ Monate beziehungsweise 2 ½ und 6. Die Dauer des Kolbenstadiums der Winterwollhaare wurde mit ungefähr 6 ½ Monaten berechnet. Bei den langen Haaren entlang der Rückgratlinie unterbleibt der Herbstwechsel; sie verbleiben also ein ganzes Jahr (Dauer des Papillen- und Kolbenhaarstadiums ungefähr je 6 Monate). Die Zeiträume variieren etwas, entsprechend der jeweiligen Witterungsverhältnisse.
Die besten Felle fallen im Dezember und Januar an.

## Fellfarbe
Zwischen den Fellen weiblicher und männlicher Gämsen bestehen keine Unterschiede, jedoch ist der jahreszeitliche Unterschied erheblich. Der Farbwechsel erfolgt durch den Haarwechsel, nicht durch eine Veränderung der Haarpigmente. Im Sommer ist das Fell hell rötlichbraun mit schwarzem, 3 bis 4 Zentimeter breitem Aalstrich. Am gelben Bauch befindet sich beidseitig ein schwarz- oder graubrauner Streifen. Die Beine sind dunkel, das Gesicht ist gelb bis weißlich mit einer dunklen Maskenzeichnung. Im Winter ist das Fell schwarzbraun und das Gesicht kontrastreich schwarz-weiß. Die Hinterseite der Schenkel ist weiß, der Schwanz auf der Unterseite und an der Spitze schwarz. Jäger unterscheiden das große, dunkelbraune Waldtier von dem kleineren, rotbraunen Grattier. Der beim Gamsbart sehr geschätzte „Reif“, die helle Haarspitze, ist trotz der unterschiedlichen Haarlänge von Sommer- zu Winterhaar gleich lang, da das Rückgrathaar nur nachwächst und, wie erwähnt, nur einmal jährlich im Frühjahr wechselt.
Eine wesentlich auf die Steiermark beschränkte, seit dem 16. Jahrhundert dort belegbare Farbmutation der Gämse wird Kohlgams genannt. Sie zeichnet sich dadurch aus, dass die sonst hellen Unterseite, Kehle- und Wangen-Partien dunkel gefärbt sind, wobei die Stirn und die Innenohren ihre übliche helle Färbung beibehalten.

## Fellnutzung

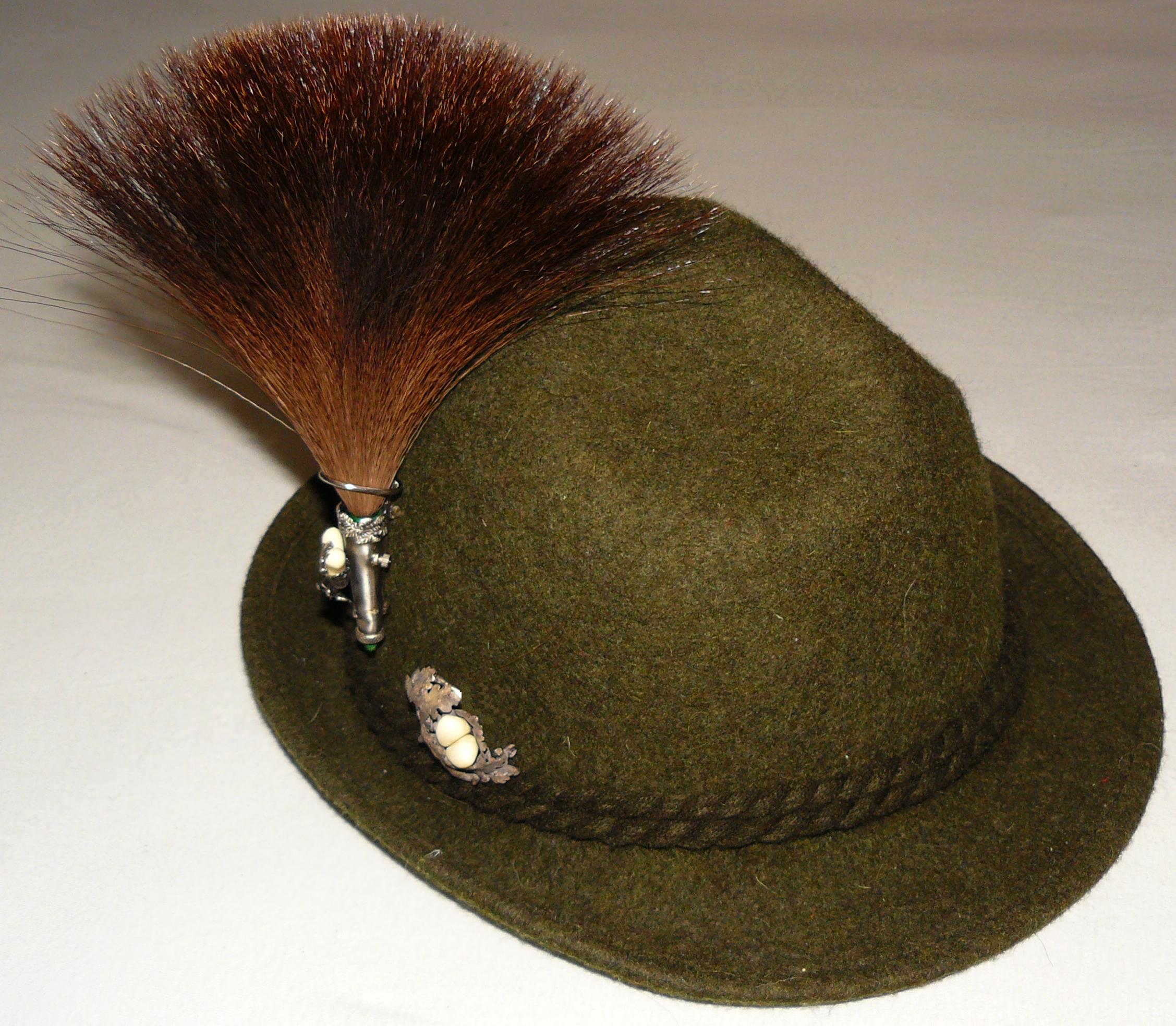
Trachtenhut mit Gamsbart

Der Pelz wird als „wollig und warm“ beschrieben, abgesehen von den harten Grannenhaaren. Aus den Winterdecken (Fellen) werden Vorleger und Kragen hergestellt, aus den Sommerdecken Riemen.
Aus dem langen Haar der Rückenmähne werden die sogenannten Gamsbärte gebunden, ein zur Tracht gehörender, in Teilen Österreichs und Altbayerns gebräuchlicher traditioneller Hutschmuck der Männer, heute gelegentlich auch von Frauen getragen. In der Regel wird dafür das längere Winterhaar verwendet.
Der französische und englische Name „chamois“ für die Gämse gab den Namen für Chamoisleder (auch Sämischleder, englisch: „Shammy“), ein feines und weiches Leder, das aus Gämsenhäuten, später aus Schafs- und anderen Häuten, hergestellt wurde.
1762 hieß es über das Gamsfell: „Gemeiniglich können sie dem Kürschner zu keiner anderen Sache, als zu Fussäcken dienen“.
Auch wenn ihr Fell nur wenig genutzt wird, wird doch die Gämse schon immer stark bejagt. Eine Naturgeschichte in Bildern aus den 1820er Jahren erklärt dazu: „Man soll die Gemsenjäger schon an ihren kühnen Gesichtszügen kennen, und die Jagdlust sich vom Vater auf den Sohn vererben, wenn auch jeder weiß, daß alle seine Vorfahren früher oder später dabei den Hals brachen. Gewöhnlich schießt man sie mit Kugelbüchsen bei dem Wechsel, wenn sie Abends auf die Aesung ausgehen oder Morgens nach ihren Standplätzen unter fast unzugänglichen Felsenhängen zurückkehren. Ihr Fleisch wird geschätzt und ihre Haut zu Handschuhen und dergleichen verarbeitet. Den Werth einer geschoßenen Gemse berechnet man auf einen Carolin“.

## Belege
1. ↑  www.iucnredlist.org: Rupicapra rupicapra. Zuletzt abgerufen am 15. März 2015.
2. ↑  www.wisia.de: Rupicapra pyrenaica ornata. Abgerufen am 15. März 2015.
3. 1 2 3  K. Toldt, Innsbruck: Aufbau und natürliche Färbung des Haarkleides der Wildsäugetiere.  Verlag Deutsche Gesellschaft für Kleintier- und Pelztierzucht, Leipzig 1935, S. 19, 77, 87, 101, 134, 226.
4. 1 2 3   Heinrich Dathe, Paul Schöps, unter Mitarbeit von 11 Fachwissenschaftlern: Pelztieratlas. VEB Gustav Fischer Verlag Jena, 1986, S. 298–299.
5. ↑  G. Stroh: Das Haarkleid und der Haarwechsel der Gemse. Jahrbuch für Jagdkunde, 5, Neudamm 1921. Sekundärquelle K. Toldt, S. 66.
6. ↑  G. Niethammer: Die Kohlgams der Alpen In: Zeitschrift für Jagdwissenschaft, März 1967
7. ↑  Chandler B. Beach: The New Student's Reference Work. F. E. Compton and Company, Chicago 1914, S. 356.
8. ↑  Der Kirschner. In: J. S. Halle: Werkstätten der heutigen Künste, Berlin 1762, siehe S. 312
9. ↑  D. Strack: Naturgeschichte in Bildern, XI. Heft. Verlag der lithographischen Anstalt Arnz & Co., Düsseldorf, ca. 1820–1826. Stichwort „Geishirsch. Antilope. 2. Die Gems“.